# Buchen (St. Pankraz)

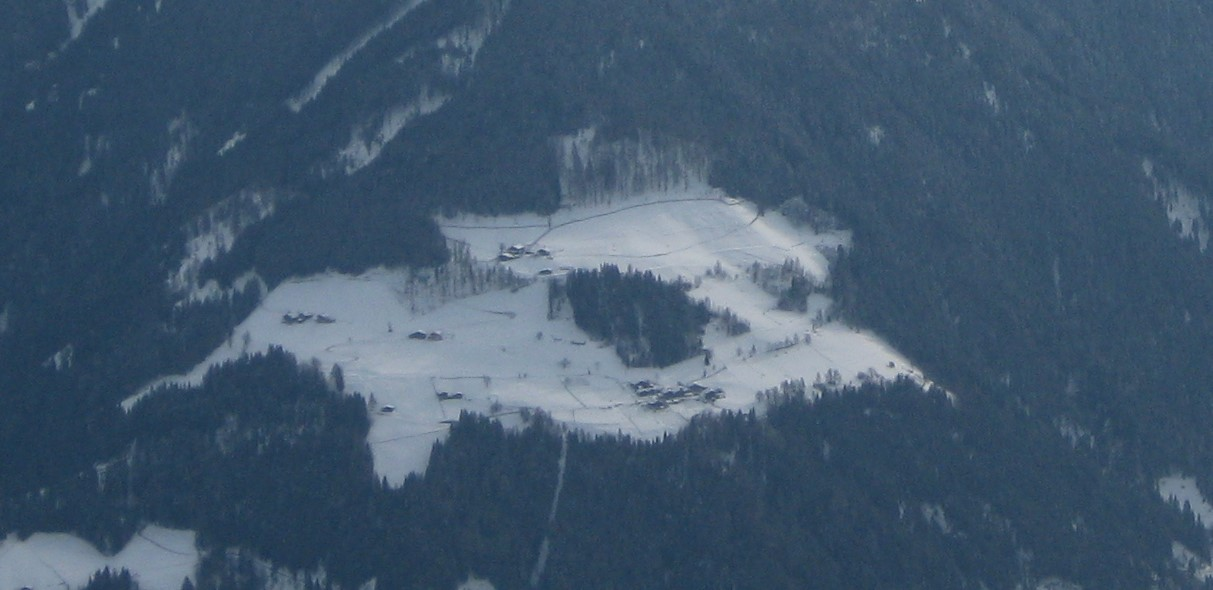
Buchen im Winter, Blick vom Naturnser Hochjoch

Buchen ist ein Weiler in der Gemeinde St. Pankraz in Südtirol.

## Lage
Buchen liegt auf einer Hangverebnung an der Ostflanke des Marauntals, eines Seitentals des Ultentals, das etwas taleinwärts vom Hauptort St. Pankraz nach Süden bergan Richtung Hofmahdjoch abzweigt. Der Weiler befindet sich rund vier Kilometer südlich des Kernorts St. Pankraz in einer Höhe von etwa 1171 Metern. Aus dem Haupttal erreicht man Buchen nach etwa fünfeinhalb Kilometern über eine Nebenstraße, die in der Ortschaft Bad Lad abzweigt.

## Ortsbild und Landschaft
Buchen besteht aus einer kompakt beieinander gebauten, zentralen Hofgruppe, die wegen der eng verschachtelten Bauweise auch „Bucherstadt“ (Puecherstadtl) genannt wird. Zwischen diesen Höfen verlaufen schmale Gassen. Darüber hinaus gehören einige benachbarte, einzeln liegende Höfe auf den Wiesen östlich der kompakten Hofgruppe zu Buchen. Die Hofgruppe bildet mit ihrer typischen bodenständigen Ultner Holzbauweise, der malerischen engen Gruppierung der einzelnen Baukörper und ihrer reizvollen Lage inmitten der Hangterrasse ein einzigartiges Ensemble von hohem landschaftlichen Wert, weshalb der Bereich als Landschaftsschutzgebiet Buchen ausgewiesen wurde.
Von Buchen führen Wanderwege zur Laugenspitze sowie hinab ins Tal nach Mitterbad und St. Pankraz.

## Geschichte
Buchen wurde 1369 erstmals urkundlich erwähnt. Es bestand ursprünglich aus einem einzigen Hof. Spätestens ab 1694 setzte die Aufteilung des Urhofes ein, so entstanden sukzessive bis ins 19. Jahrhundert fünf Höfe. 
In der ersten Hälfte des 20. Jahrhunderts bestand eine Schule in Buchen, die beim zentral gelegenen Steffenhof untergebracht war. Sie wurde von Buchner Kindern sowie durch Kinder von den umliegenden Höfen besucht, selbst aus Mitterbad und vom weit entfernten Laugenhof kamen die Schüler.